# Acrocercops petalopa
Acrocercops petalopa là một loài bướm đêm thuộc họ Gracillariidae. Loài này có ở Maharashtra, Ấn Độ. Nó được miêu tả bởi Edward Meyrick năm 1934. Ấu trùng ăn Anogeissus latifolia.